# Abobo (woreda)
Pour la commune de Côte d'Ivoire, voir Abobo.
Abobo est un woreda de la zone Anuak de la région Gambela, en Éthiopie.
Il compte 15 741 habitants au recensement de 2007.

## Géographie
Situé au centre de la région Gambela et de la zone Anuak, le woreda Abobo est limitrophe de la zone Illubabor de la région Oromia sur une courte distance.
| Itang |       | Gambela Zuria    |
|       | Abobo | Nono (Illubabor) |
| Jor   | Gog   | Mengesh          |

Son centre administratif, qui s'appelle également Abobo, se trouve à moins de 500 m d'altitude, une quarantaine de kilomètres au sud de la capitale régionale Gambela.

## Histoire
Au cours du XXe siècle, Abobo se trouvait dans l'awraja Gambela de la province Illubabor dissoute en 1995.

## Démographie
Au recensement de 2007, le woreda Abobo compte 15 741 habitants et 26 % de sa population est urbaine.
La majorité des habitants (71 %) sont protestants, 11 % sont catholiques, 10 % sont orthodoxes et 6 % sont musulmans.
La population urbaine se compose des 4 090 habitants du centre administratif.
Avec une superficie de 3 116 km2[réf. souhaitée], la densité de population du woreda est de 5 personnes par km2.
En 2022, la population d'Abobo est estimée, par projection des taux de 2007, à 16 276 personnes.